# (450) Бригитта
(450) Бригитта (лат. Brigitta) — астероид из группы главного пояса, который входит в состав семейства Эос. Был открыт 10 октября 1899 года немецкими астрономами Максом Вольфом и Фридрихом Швассманом в обсерватории Хайдельберг. Астероид назван в честь католической святой Бригитты Шведской

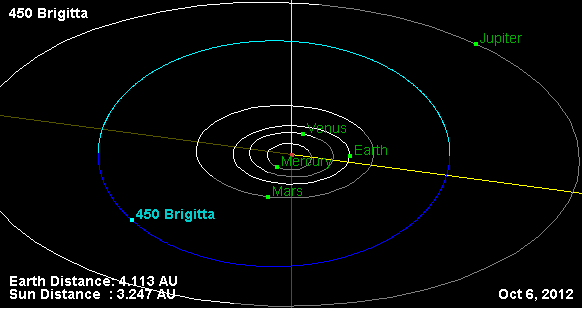
Орбита астероида Тея и его положение в Солнечной системе